# Palazzo Stanga (Castelnuovo Bocca d'Adda)
Il palazzo Stanga è una residenza nobiliare posta nel centro abitato di Castelnuovo Bocca d'Adda, nel basso Lodigiano.

## Storia
L'edificio venne eretto nel XVII secolo dalla famiglia Stanga, feudataria di Castelnuovo fin dall'età sforzesca. Sorse al limite orientale del paese, in posizione dominante le bassure del Po, poco a sud dell'antico castello di cui tuttora si vedono i resti.
Con l'estinzione della famiglia Stanga il palazzo passò più volte di proprietà, fino a quando nel 1966 fu suddiviso fra diversi proprietari.
Dopo essere rimasto per molti anni in stato di degrado, è stato recentemente restaurato.

## Caratteristiche
Il palazzo sorge al limite orientale del paese, sull'antico terrazzo fluviale dominante le bassure del Po.
Ha forma a blocco molto allungata, disposta in direzione est-ovest, e conta due piani. L'accesso avviene da ovest attraverso una via fiancheggiata da edifici rurali che termina presso una cancellata barocca, mentre sul lato orientale prospiciente il Po si innalza una torre di avvistamento.
L'ingresso al palazzo è posto al centro della facciata ed è sormontato da un balcone. Gli interni, sottoposti a intense trasformazioni, hanno perso l'aspetto d'origine.
Perpendicolarmente al palazzo, lungo il ciglio del terrazzo fluviale, si apriva in origine un viale pergolato, ornato da decorazioni in cotto e terminante in un'esedra decorata a grottesche; a metà del pergolato una scala consentiva l'accesso al giardino sottostante. Queste opere furono in gran parte demolite nel 1974, e anche la parte restante del pergolato fu privata delle decorazioni e si presenta oggi in cattivo stato.